# Bildstock (Haßlach bei Kronach)

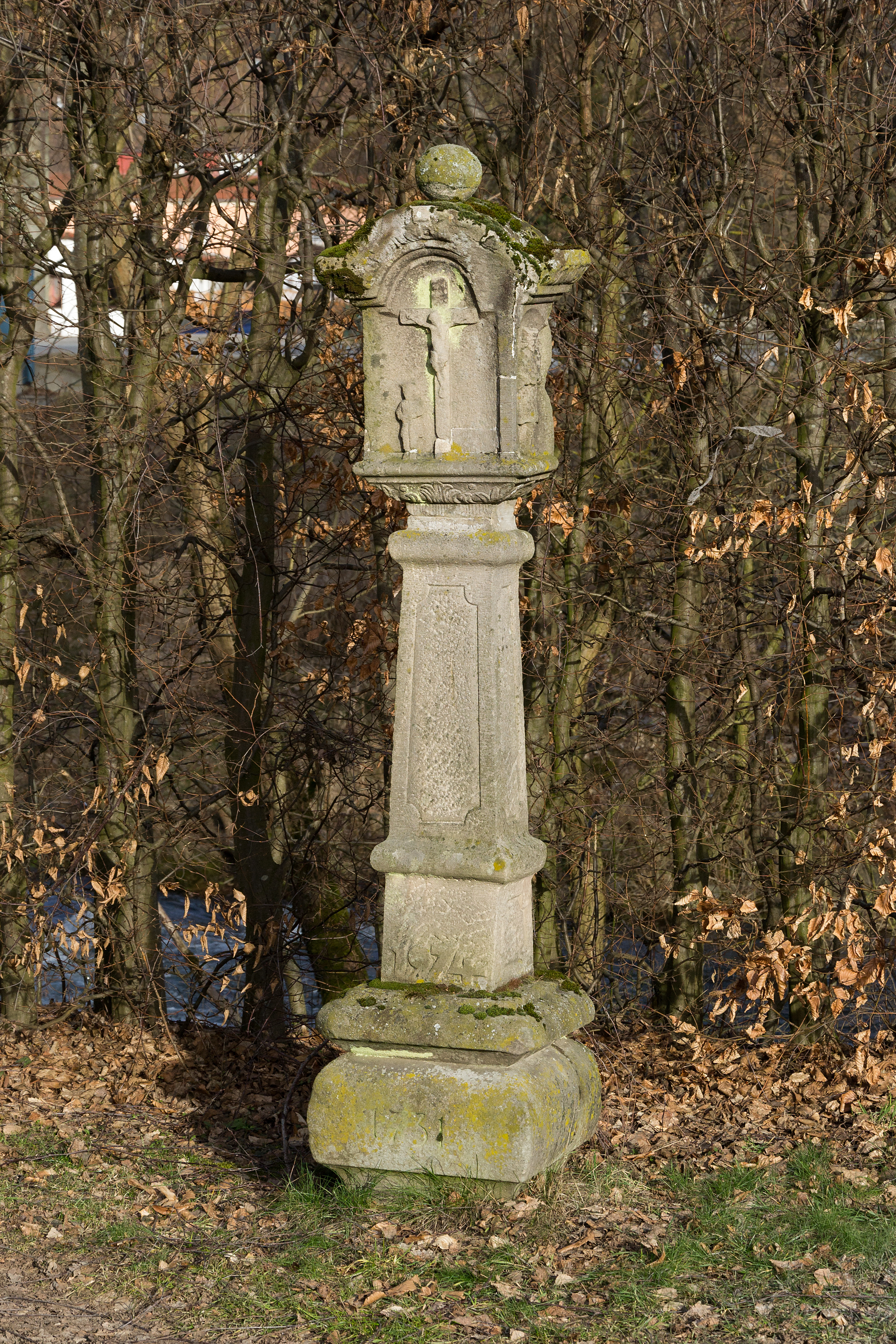
Bildstock an der Haßlachbrücke in Haßlach bei Kronach

Der Bildstock an der Südseite der Straßenbrücke, die die Bundesstraße 85 bei Haßlach bei Kronach über den Fluss Haßlach überführt, ist ein geschütztes Kleindenkmal, das ursprünglich 1731 gestiftet wurde.
Der aus Sandstein gefertigte Bildstock besteht aus einem konkav-konvex profilierten Sockel mit der unvollständig erhaltenen Inschrift „… zu Haßlach 1731“, einem sich verjüngenden Pfeilerschaft und einem vierseitigen Aufsatz mit eingezogenen Rundbogen, der von einer Kugel bekrönt ist. Die Bildnischen an den beiden Hauptseiten des Aufsatzes zeigen Darstellungen der Krönung Mariens und der Kreuzigung Christi. Unterhalb der Christusfigur ist eine weitere Figur dargestellt, die eine Waffe in der Hand hält. Bei dieser Assistenzfigur handelt es sich möglicherweise um einen Soldaten, Förster oder Jäger; sie verweist höchstwahrscheinlich auf den Grund für die Errichtung des Denkmals, der jedoch nicht überliefert ist.
An den beiden Schmalseiten des Aufsatzes befinden sich Darstellungen des heiligen Johannes Nepomuk und der Glosberger Muttergottes; eine Marienstatue in dem benachbarten Wallfahrtsort soll vier Jahre vor Errichtung des Bildstocks mehrmals blutige Tränen geweint haben.
Der Bildstock wurde um 1970 beim Neubau der Straßenbrücke umgestoßen, wobei Sockel und Aufsatz beschädigt und der originale Pfeilerschaft vollständig zerstört wurden. Nach einer Restaurierung der beschädigten Teile und Anfertigung eines neuen Schaftes durch den Kronacher Bildhauer Heinrich Schreiber wurde das Kleindenkmal am 11. Mai 1974 neu aufgestellt.